# 1833 au Nouveau-Brunswick
Chronologie du Nouveau-Brunswick
- 1829
- 1830
- 1831
- 1832
- 1833
- 1834
- 1835
- 1836
- 1837

Cette page concerne des événements survenus en 1833 dans la colonie du Nouveau-Brunswick.

## Événements
- John McNeil Wilmot succède à William Black au poste du maire de Saint-Jean.

## Naissances
- 12 mars : Charles Nelson Skinner, député
- 10 décembre : George Haddow, député